# Grec eòlic
|  | Aquest article tracta sobre el dialecte del grec antic. Vegeu-ne altres significats a «eolis». |

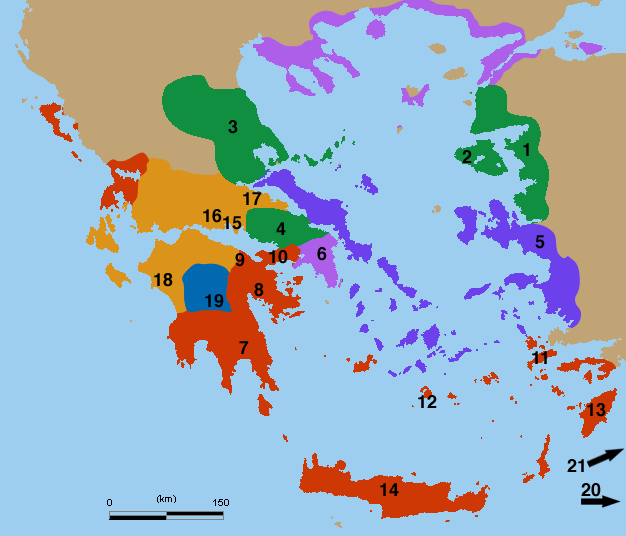
En verd, subdialectes de l'eoli
1: egeu o asiàtic
2: lèsbic
3: tessali
4: beoci

L'Eòlic o eoli (en grec antic Αἰολικός i Αἰόλιος) és un dialecte de la llengua grega que engloba un grup de varietats parlades a Lesbos, Beòcia, Tessàlia, l'Eòlida i altres parts de Grècia. Va tenir una breu hegemonia paral·lela a la de Tebes durant el segle iv aC i va ser llengua culta (Safo i Alceu de Mitilene la van usar en els seus poemes) durant un temps.
És possible que els seus parlants pertanyessin a la segona (és a dir, l'aquea) onada migratòria d'hel·lens des de les planes de l'Europa central (o segons altres teories, des del que ara és Ucraïna) cap al que va ser la seva terra.
El dialecte eoli presenta molts arcaismes en comparació amb altres dialectes grecs, com ara el jònicoàtic, el dòric, el grec nord-occidental i l'arcadoxipriota, però també moltes innovacions.

## Alguns trets lingüístics
- Psilosi: al subdialecte lesbià, manca d'aspiració inicial on altres dialectes la feien. Aquest era un tret compartit del grec àtic. Per exemple: PIE *seh₂u̯elios, suh₂lios > protogrec *hāwelios > lesbià ἀέλιος, 'sol' (cf. àtic ἥλιος, jònic ἠέλιος).
- En tessàlic[2] i beoci (tret compartit amb el dialecte dòric), es manté la semivocal protoindoeuropea i protogrega *[w] en posició inicial, representant-la amb la lletra ϝ. Per exemple: PIE *u̯ekʷ-es- > beoci (i dòric) ϝέπος, 'paraula, èpica' (cf. àtic-jònic ἔπος, llatí vox).
- La labiovel·lar *[kʷ] va ser transformada en p en totes posicions, en contrast amb els dialectes àtic-jònic, dòric i arcadoxipriota, que van transformar-la en t davant de e i i. Per exemple: PIE *kʷetu̯ores > lesbià πίσυρες, beoci πέτταρες, 'quatre' (cf. àtic τέτταρες, jònic τέσσερες, dòric τέτορες). Aquest tret té la seva contrapartida exacta en el celta P i les llengües sabèl·liques, cosa que pot indicar una relació propera entre les branques hel·lènica, cèltica i itàlica de la família indoeuropea.
- La a llarga protogrega es conserva en totes les posicions en contrast amb el dialecte àtic-jònic, que la va transformar en una e oberta llarga. Per exemple: PIE *meh₂ter- > eòlic μάτηρ, 'mare' (cf. àtic-jònic μήτηρ).
- Ús extensiu de l'anomenada conjugació atemàtica. Per exemple: la conjugació acabada en -mi: φίλημι, 'amar' (cf. àtic-jònic φιλέω, φιλῶ). Es troba el mateix en l'irlandès, en què aquesta selecció s'ha generalitzat a per exemple -im.
- Com en dòric, s'usa -men (i en lesbià també -menai) com a terminació de l'infinitiu atemàtic, mentre que l'àtic-jònic usa -(e)nai. Per exemple, lesbià ἔμμεν, ἔμμεναι, tessalià i beocià εἶμεν (cf. àtic-jònic εἶναι. En el cas del lesbià, aquesta terminació també s'estén a la conjugació temàtica (per exemple ἀγέμεν.)
- En beocià, el sistema vocàlic va ser en molts casos canviat de manera similar a la pronunciació usada en grec modern. Per exemple η /e:/ (cf. àtic-jonic αι /ai/, grec modern αι /e/), ει /i:/ (cf. àtic-jònic η /e:/, grec modern ει /i/), υ /y:/ (cf. àtic-jònic οι /oi/, grec modern οι /i/).
- Assimilació a -mm-, -nn-, -rr-, -ll- dels grups consonàntics originaris de l'indoeuropeu * -sm-, -sn-, -sr-, -sl-, -ms-, -ns-, -rs-, -ls-. Per contra, els dialectes àtic-jònic i dòric usaven una nasal/líquida curta i un allargament compensatori. Per exemple: PIE *h₁ésmi > ἔμμι (cf. àtic-jònic εἰμί).